# Carl-Hubert Schwennicke
Carl-Hubert Paul Ludwig Schwennicke (* 14. November 1906 in Berlin; † 21. März 1992 ebenda) war ein deutscher Politiker (LDP/FDP, ab 1956 FVP/FDV). Von 1948 bis 1956 war er der erste Landesvorsitzende der West-Berliner FDP und von 1950 bis 1956 der erste FDP-Fraktionsvorsitzende im Abgeordnetenhaus von Berlin.

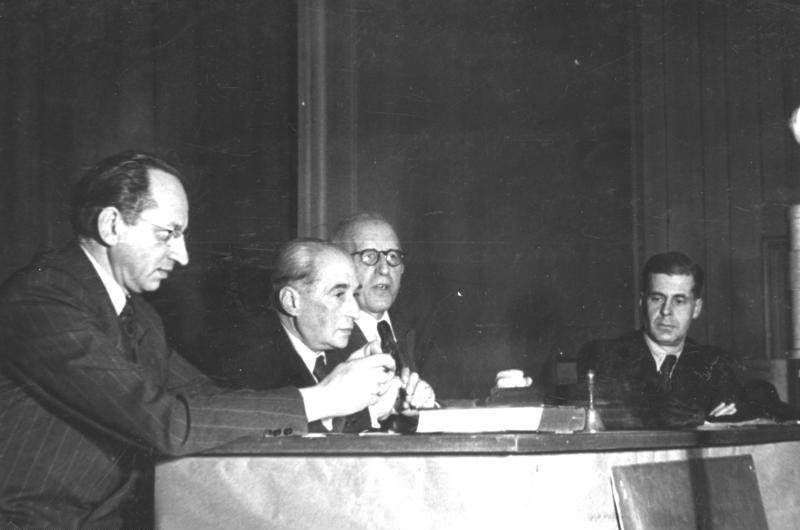
Carl-Hubert Schwennicke (ganz rechts) bei einer öffentlichen Diskussion beim RIAS am 15. Januar 1949

## Leben
Carl-Hubert Schwennicke wuchs als Sohn eines Regierungs- und Baurats in Berlin auf. Sein Großvater Carl Schwennicke war der erste Werkstattdirektor bei Siemens und Halske und enger Mitarbeiter Werner von Siemens’. Er selbst machte nach dem Abitur ein Praktikerjahr bei den Siemens-Schuckertwerken und studierte dann Elektrotechnik an der Technischen Hochschule Berlin-Charlottenburg sowie Wirtschaftswissenschaften an der Friedrich-Wilhelms-Universität Berlin. 1931 schloss er als Diplom-Ingenieur ab. Er war Mitglied der Corps Marchia Berlin und Austria.
Als Sachbearbeiter für Personalwesen trat er 1933 in die Siemens & Halske AG ein. Später wurde Schwennicke dort Direktionsassistent und 1936 Referatsleiter. Unter dem „Wehrwirtschaftsführer“ Wolf-Dietrich von Witzleben stieg er 1942 zum Leiter des Angestelltenreferates bei Siemens auf. Unmittelbar nach Kriegsende strebte Schwennicke eine politische Karriere an und wurde am 6. August 1946 Vorsitzender des Landesverbandes Berlin der Liberal-Demokratischen Partei Deutschlands (LDP).
Mit einer Arbeit über Organisationsprobleme industrieller Großbetriebe, dargestellt an Beispielen aus der Elektroindustrie wurde er 1955 an der wirtschaftswissenschaftlichen Fakultät der Technischen Universität Berlin zum Dr. rer. pol. promoviert. Nach seiner politischen Karriere war Schwennicke in den 1960er-Jahren Vorstandsmitglied des Arbeitgeberverbands der Berliner Metallindustrie, den er auch im Gesamtverband der Metallindustriellen Arbeitgeberverbände vertrat. Daneben war er von 1958 bis 1962 Vorstandsmitglied der Landesversicherungsanstalt Berlin und bis 1977 Vorstandsvorsitzender der Bundesversicherungsanstalt für Angestellte.

## Politische Tätigkeit
In der Weimarer Republik war Schwennicke Mitglied der Deutschen Volkspartei (DVP), in deren Hochschulbewegung er sich von 1925 bis 1933 engagierte. Zudem war er ab 1925 Sekretär des DVP-Vorsitzenden (und Reichsaußenministers) Gustav Stresemann.
Nach dem Zweiten Weltkrieg wurde er 1946 zum Vorsitzenden des von ihm mitgegründeten Landesverbands Groß-Berlin der Liberal-demokratischen Partei (LDP) gewählt. Ab 1946 war er Mitglied der Stadtverordnetenversammlung von Groß-Berlin und dort Vorsitzender der LDP-Fraktion. Seit Februar 1948 war Schwennicke Vorsitzender des abgespaltenen LDP-Landesverbandes in den Westsektoren Berlins, aus dem im Dezember desselben Jahres – während der Berlin-Blockade – die West-Berliner FDP hervorging.
Er war 1948 Mitbegründer des Ostbüros der Berliner FDP und unterzeichnete im selben Jahr den Gründungsaufruf der Freien Universität. Von 1949 bis 1957 gehörte er dem FDP-Bundesvorstand an. Als sich die Spaltung der Berliner Stadtverwaltung verfestigt hatte, wurde Schwennicke 1950 ins Abgeordnetenhaus von (West-)Berlin gewählt, wo er bis 1956 der FDP-Fraktion vorstand. Am 17. März 1955 verübte die Staatssicherheit der DDR ein Sprengstoffattentat auf den West-Berliner FDP-Vorsitzenden. Dabei wurde seine Sekretärin verletzt.
Im Jahr 1956 beteiligte er sich in Berlin an der durch rechtsliberale FDP-Bundespolitiker vorangetriebenen Gründung einer bundesweiten Parteiabspaltung, der Freien Volkspartei (FVP). Diese trat bereits im folgenden Jahr der Deutschen Partei bei, während der Berliner Landesverband unter Schwennickes Vorsitz als Freie Deutsche Volkspartei (FDV) weiter existierte. Bei den Wahlen zum Berliner Abgeordnetenhaus 1958 scheiterte die Partei mit 0,7 Prozent der Stimmen an der Sperrklausel, womit Schwennicke aus dem Abgeordnetenhaus ausschied. Die FDV stellte zum Jahresende 1961 die Arbeit ein. 1971 trat Schwennicke der CDU bei.
Der Nachlass Schwennickes mit Unterlagen zu seiner Tätigkeit für die LDP/FDP sowie die FVP/FDV in Berlin befindet sich im Archiv des Liberalismus der Friedrich-Naumann-Stiftung für die Freiheit in Gummersbach.